# Di chi è la mia vita?
Di chi è la mia vita? (Whose Life Is It Anyway?) è un'opera teatrale del drammaturgo britannico Brian Clark, debuttata a Londra nel 1978. La pièce racconta di uno scultore paralitico, ha vinto il Laurence Olivier Award alla migliore nuova opera teatrale ed è stata riadattata nell'omonimo film di John Badham.

## Trama
Lo scultore Ken Harrison è diventato tetraplegico in seguito ad un incidente e giace in una stanza d'ospedale, con la speranza di poter ottenere l'eutanasia. Harrison soppesa le motivazioni favorevoli e contrarie alla dolce morte, valutandone pregi e difetti per interrogarsi sul limite della vita umana e le interferenze statali in essa.
La pièce viene messa in scena anche in versione femminile, con il protagonista Ken che diventa la scultrice Claire Harrison.

## Produzioni
La pièce debuttò al Mermaid Theatre di Londra il 6 marzo 1968, con Tom Conti e Jane Asher nei ruoli di Ken Harrison e della dottoressa Scott; il dramma ottenne grande successo e fu riproposto anche nel West End, al Savoy Theatre dal giugno 1978 all'ottobre 1979. Conti vinse il Laurence Olivier Award al miglior attore per la sua interpretazione e tornò a recitare nel ruolo di Ken nella prima a Broadway, in scena al Trafalgar Theatre dal 17 aprile 1979 per 223 repliche e nove anteprime; Philip Bosco e Jean Marsh si unirono al cast e Conti vinse il Tony Award al miglior attore protagonista in un'opera teatrale. Michael Lindsay-Hogg curava la regia.
Lindsay-Hogg diresse anche un revival in scena al Royal Theatre di Broadway dal 1980, una versione con Mary Tyler Moore nel ruolo di "Claire" Harrison e James Naughton in quello del "dottor" Scott. Nel 2005 Peter Hall diresse un revival londinese all'Harold Pinter Theatre con Kim Cattrall nella parte della protagonista Claire.